# Strigula albicascens
Strigula albicascens är en lavart som först beskrevs av William Nylander och som fick sitt nu gällande namn av Richard Clinton Harris. 
Strigula albicascens ingår i släktet Strigula och familjen Strigulaceae. Inga underarter finns listade i Catalogue of Life.